# 斯特凡·米特罗维奇 (水球运动员)
斯特凡·米特罗维奇（1988年3月29日—）生于贝尔格莱德，是一名塞尔维亚男子水球运动员。6岁时，他在父亲的介绍下加入了一家水球俱乐部，开始练习水球。他曾参加2012年、2016年两届奥运，其中2012年奥运获得铜牌，2016年奥运获得金牌。